# Purcellia illustrans
Espèce
Purcellia illustrans est une espèce d'opilions cyphophthalmes de la famille des Pettalidae.

## Distribution
Cette espèce est endémique du Cap-Occidental en Afrique du Sud. Elle se rencontre dans la péninsule du Cap.

## Description
Le mâle holotype mesure 2,7 mm et la femelle paratype 3,1 mm.
Les mâles mesurent de 2,56 à 2,78 mm et les femelles de 3,00 à 3,28 mm.

## Publication originale
- Hansen & Sørensen, 1904 : On Two Orders of Arachnida : Opiliones, Especially the Suborder Cyphophthalmi, and Riniculei, Namely the Family Cryptostemmatoidea. Cambridge University Press, Cambridge, p. 1–174 , (texte intégral)